# Повідз (гміна)
Гміна Повідз (пол. Gmina Powidz) — сільська гміна у північно-західній Польщі. Належить до Слупецького повіту Великопольського воєводства.
Станом на 31 грудня 2011 у гміні проживало 2209 осіб.

## Територія
Згідно з даними за 2007 рік площа гміни становила 80.15 км², у тому числі:
- орні землі: 28.00%
- ліси: 47.00%

Таким чином, площа гміни становить 9.57% площі повіту.

## Населення
Станом на 31 грудня 2011:
| Опис     | Загалом | Загалом | Чоловіки | Чоловіки | Жінки | Жінки |
| -------- | ------- | ------- | -------- | -------- | ----- | ----- |
| одиниця  | осіб    | %       | осіб     | %        | осіб  | %     |
| все      | 2209    | 100     | 1127     | 51.02    | 1082  | 48.98 |
| міське   | 0       | 100     | 0        |          | 0     |       |
| сільське | 2209    | 100     | 1127     | 51.02    | 1082  | 48.98 |

## Сусідні гміни
Гміна Повідз межує з такими гмінами: Вітково, Клечев, Орхово, Островіте, Слупца, Стшалково.